# Erebia semo
Erebia semo är en fjärilsart som beskrevs av Grum-grshimailo 1899. Erebia semo ingår i släktet Erebia och familjen praktfjärilar. Inga underarter finns listade i Catalogue of Life.